# Corte Franca
Corte Franca (Córte Frànca in dialetto bresciano) è un comune italiano sparso di 7 201 abitanti della provincia di Brescia nella Franciacorta poco lontano dalla sponda meridionale del lago d'Iseo, in Lombardia. È nato nel 1928 dalla fusione delle frazioni di Borgonato, Colombaro, Nigoline e Timoline. La sede comunale è stata a Nigoline dal 1928 agli anni novanta, quando è stata trasferita a Timoline.
Il 30 settembre 2003 il consiglio comunale di Corte Franca ha deliberato il gemellaggio con Aberdour (Scozia).

## Geografia fisica
Corte Franca è situata nell'anfiteatro morenico del Basso Sebino, Franciacorta. Ben si adatta alla descrizione di Gabriele Rosa della Franciacorta: «Quell'ondata di colline succedentesi variamente alle falde degli estremi lembi delle Alpi Retiche verso il piano tra Brescia e l'Oglio».
Confina a nord con il comune di Iseo, ad est con i comuni di Provaglio d'Iseo e Passirano e a sud con i comuni di Adro e Cazzago San Martino. Il suo territorio è delimitato ad ovest dall'altura calcarea del Monte Alto (confinando qui con Capriolo) dove è situato anche il punto di elevazione più alto a 651 s.l.m. Il punto più basso invece si trova nelle torbiere del Sebino a un'altezza di 185 s.l.m. Al di fuori dell'altura del Monte Alto il territorio comunale è compreso tra i 350 e i 185 s.l.m. con pendenze per lo più medio-collinari o medio-pianeggianti. Il comune è caratterizzato da suoli di vario tipo, come quelli fluvido-glaciali, morenico profondi e sottili ed altri di origine morenica, con punti sparsi di formazioni calcaree. Depositi di argille, torbe e sabbie sono comuni (i più puri stati estratti in cave sono ora tombate e sostituite con terra da riporto o riempite dall'acqua). Le successioni geologiche partono dai depositi marini del Pliocene italiano fino alle cerchie collinari delle varie glaciazioni (la più antiche, la Glaciazione Donau e la Glaciazione Gunz, hanno lasciato poche tracce, più evidenti rimangono le tracce della Glaciazione Mindel, della Glaciazione del Riss e della recente Glaciazione Würm). La profondità erosiva delle epoche glaciali era condizionata dall'andamento dell' ghiaccio della Valtellina che influenzava direttamente le portate del ghiaccio della Val Camonica.

### Clima
La regione climatica è quella subalpina, con clima temperato, inverni ed estati con temperatura non particolarmente eccessive (ad eccezioni di gelate tardive o eventi ciclonici caldi). Precipitazioni più abbondanti in autunno e primavera. La vicinanza al lago e la conformazione può mitigare le temperature e la presenza di nebbie.

### Idrografia
Non presenta corpi idrici maggiori, al di la delle torbiere, ma il suo territorio è caratterizzato da numeroso sorgive (Loc. Paiole), zone umide (Loc. Budrio) e corpi idrici minori come fossi (antropici di bonifica) a regime costante (fosso delle Pissine) o ruscelli a regime torrentizio (torrenti Longerone e Broccaglio).

## Origini del nome
Il toponimo Corte Franca indica corti monastiche affrancate da imposizioni tributarie: "corti franche", appunto. Tale significato trova maggior riscontro nelle frazioni di Borgonato e Timoline esplicitamente nominate in documenti antichissimi come corti monastiche.

## Storia
L'area del comune di Corte Franca, è stata abitata da tempi molto antichi e via nelle fasi successive dello sviluppo della civiltà.
Grazie agli scavi per l'estrazione della Torba nella zona dell'attuale Riserva naturale Torbiere, sono state trovate punte di freccia mesolitiche e neolitiche, pugnali dell'età del Rame e armi (tra cui un elmo) dell'età del Ferro.
A Timoline è stata trovata una necropoli risalente al periodo Gallo-Romano.
All'epoca romana risalgono anche una fornace e una villa trovate in località Fornaci Quattrovie (comune di Adro, ma a pochi metri dal confine con Borgonato). Inoltre nel castello di Borgonato è stata trovata una moneta del III secolo d.C.
Dall'alto medioevo inizia la storia dei primi nuclei che poi si sono evoluti nelle attuali quattro frazioni: Borgonato, Nigoline e Timoline sono citate per la prima volta nel periodo longobardo-carolingio (VIII-IX secolo) in documenti del monastero di San Salvatore di Brescia. Numerose tracce architettoniche sono state lasciate nel corso dei secoli successivi nelle quattro frazioni, anche se un occhio inesperto oggi fatica a riconoscerle. Per maggiori dettagli rimando alle pagine specifiche di ogni paese.
Dal XV secolo ad oggi i quattro comuni costituenti Corte Franca hanno seguito la storia amministrativa di Brescia:
- Fino al 1797 facevano parte della Repubblica di Venezia
- In seguito all'occupazione napoleonica, nel 1797 sono entrati a far parte della Repubblica Bresciana
- Il 21 novembre 1797 la Repubblica Bresciana è confluita nella Repubblica Cisalpina e i quattro comuni sono entrati a far parte del Dipartimento del Mella
- Il 26 gennaio 1802 la Repubblica Cisalpina è stata trasformata in Repubblica Italiana, che a sua volta il 17 marzo 1805 è stata trasformata in Regno d'Italia. I quattro comuni sono comunque sempre rimasti nel Dipartimento del Mella.
- Il 25 maggio 1814, con la fine dell'epoca napoleonica, i territori del Regno d'Italia sono confluiti nel neo costituito Regno Lombardo-Veneto e i quattro comuni sono entrati a far parte della Provincia di Brescia
- Nel 1859 dopo la Seconda guerra di indipendenza la Lombardia è stata annessa quasi interamente dal Regno di Sardegna. Il Decreto Rattazzi del 23 ottobre 1859 ridisegnava la geografia amministrativa dell'intero stato sabaudo e in particolare assegnava i quattro paesi alla provincia di Brescia, al circondario di Chiari e al mandamento I di Adro.
- Nel 1923 sono stati aboliti tutti i mandamenti
- Con un Regio Decreto, il 21 ottobre 1926 il circondario di Chiari è stato abolito e tutti i relativi paesi sono stati assegnati al Circondario di Brescia[9].
- Il Regio Decreto n. 1 del 2 gennaio 1927 ha abolito tutti i circondari.
- Attraverso il regio decreto del 14 luglio 1928 (n.1837) vennero soppressi i singoli comuni di Borgonato, Colombaro, Nigoline e Timoline unificandoli nel comune di Corte Franca.[10][11][12] Sotto l'aspetto amministrativo la nascita del comune si attribuisce al 1º settembre 1928.

### Simboli
Lo stemma del Comune di Corte Franca è stato ufficialmente concesso con decreto del presidente della Repubblica del 9 aprile 2008. Sin dalla fine degli anni settanta il comune utilizza uno stemma ed un gonfalone che esplicitamente esaltano e sintetizzano l'unione dei vecchi comuni con simboli riferiti alle singole realtà.
La banda ondata rappresenta il torrente Longherone che scorre nella frazione di Nigoline mentre la ruota idraulica è quella dell'antico mulino di Colombaro. I castelli sono un richiamo alle fortificazioni medioevali che caratterizzano il territorio. Nel secondo e nel terzo inquartato dello stemma i castelli si riferiscono rispettivamente alle frazioni di Borgonato e Timoline.
Il gonfalone è un drappo di bianco.

## Monumenti e luoghi di interesse

### Architetture religiose
- Chiesa di San Martino Vescovo (frazione di Nigoline Bonomelli). Costruita nel XVII secolo, è la parrocchiale del paese
- Chiesa di Sant'Eufemia (frazione di Nigoline Bonomelli). È l'attuale chiesa del cimitero di Nigoline. Sorta tra l'VIII e il X secolo.
- Chiesa dei Santi Cosma e Damiano (frazione di Timoline). Sede della locale parrocchia, venne costruita tra il 1911 e il 1912 e poi consacrata nel 1914.
- Chiesa di Santa Giulia (frazione di Timoline). Chiesa privata in stile romanico risalente al XII secolo. È annessa a Palazzo Pizzini.
- Complesso di San Vitale  (frazione di Borgonato). Complesso composto da quattro chiese costruite dal XIII all'XVI secolo.
- Chiesa di Santa Maria Assunta (frazione di Colombaro). È la parrocchiale del borgo
- Chiesa di Santa Maria in Zenighe (frazione di Colombaro). Chiesa in stile romanico costruita nel XI-XII secolo.
- Chiesa di Sant'Afra (frazione di Colombaro).

### Palazzi storici
- Palazzo Monti della Corte (frazione di Nigoline Bonomelli). Il palazzo nella sua forma attuale risale al 1600. Durante l'Ottocento fu sede di cenacoli di intellettuali e politici italiani. Tra le figure più influenti Cesare Arici e Ugo Foscolo[15]. Oggi ospita eventi esclusivi come matrimoni, cene di gala e concerti.
- Palazzo Torri (frazione di Nigoline Bonomelli). Villa nobiliare fortificata del Seicento dove ebbero luogo cenacoli culturali che videro la partecipazione di figure illustri come Giosuè Carducci e Giovanni Pascoli[16]. Oggi sede di eventi e manifestazioni culturali.
- Palazzo Pizzini (frazione di Timoline). Il palazzo risale al Seicento. Il corpo più recente caratterizzato da ambienti rustici fu aggiunto nell'Ottocento.
- Palazzo Lana - Ragnoli (frazione di Colombaro). Il palazzo Ragnoli nacque per volontà dei Conti Lana. Nell'angolo nord-ovest si conserva la cappella gentilizia eretta nel 1683 dedicata alla madonna di Tirano.[17]
- Palazzo Lana (frazione di Borgonato). L'aspetto attuale risale al 1500. Al primo piano si trovano affreschi settecenteschi.

### Aree naturali

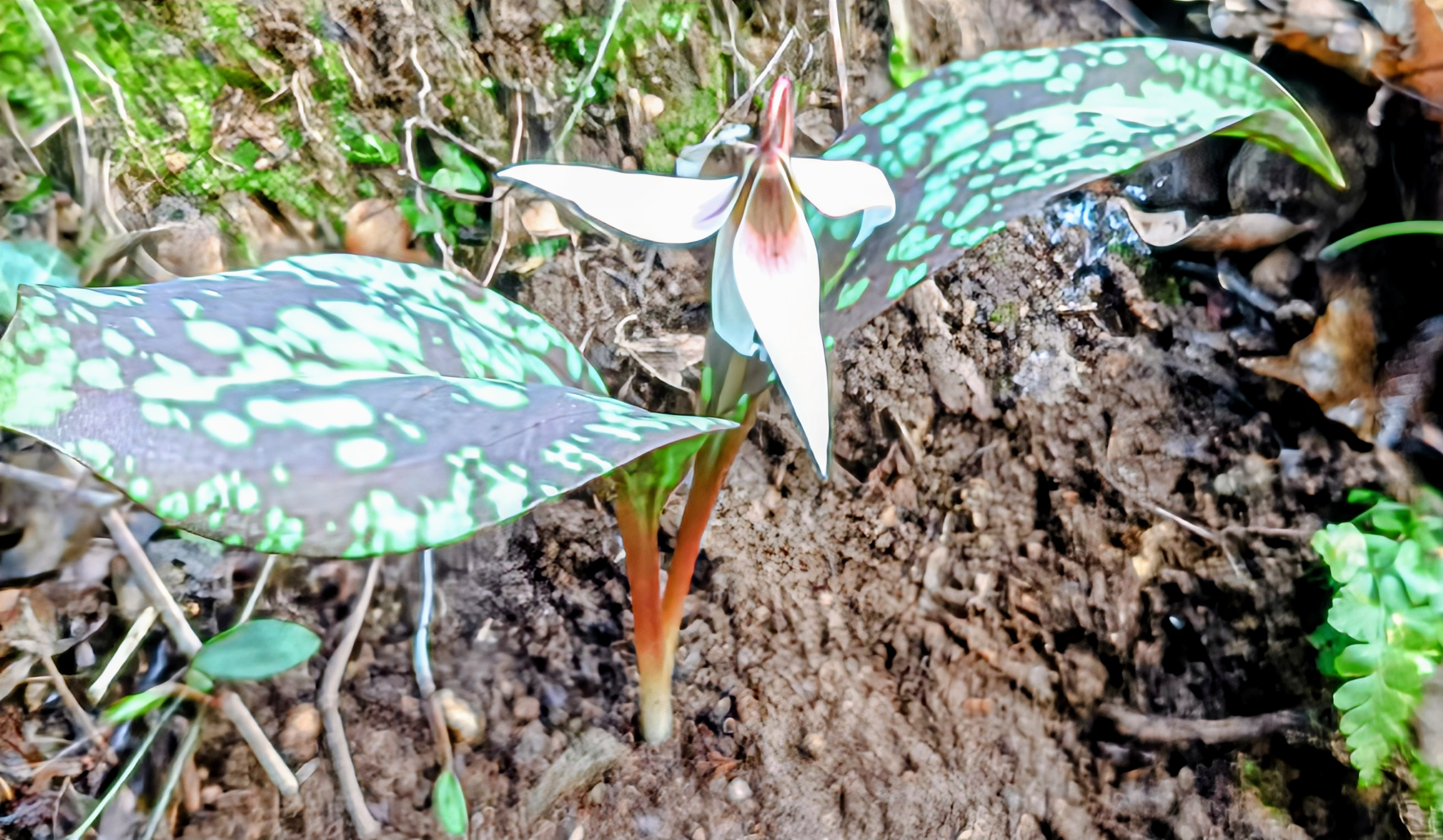
Erythronium dens-canis a Corte Franca (BS)

- Parco pubblico del Conicchio. Nei pressi della sede comunale.
- Riserva delle Torbiere del Sebino. Situata sulla sponda meridionale del lago di Iseo. È la zona più significativa per estensione ed importanza ecologica della provincia di Brescia[18].
- Monte Alto (Culma in dialetto), detto anche monte di Colombaro, monte di Nigoline, monte di Capriolo, monte di Clusane.  Gli accessi e i sentieri lato Corte Franca verso il Monte sono molteplici, i più usati sono quelli da S. Eufemia, dalla Santella delle Gambe, dal castello di Colombaro o zona Zenighe.

## Società

### Evoluzione demografica
Abitanti censiti

## Infrastrutture e trasporti
Il territorio comunale è attraversato dalla strada provinciale IX Rovato-Iseo.
A ovest dell'abitato di Borgonato, passa la ferrovia Brescia-Iseo-Edolo: a servizio della frazione è presente la Borgonato-Adro, attiva dal 1911. Tra il 1901 e il 1932 era presente un'altra fermata sul vecchio tracciato della ferrovia passante per Monterotondo.
Tra il 1897 e il 1915, la provinciale IX era percorsa in sede promiscua dalla tranvia Iseo-Rovato-Chiari. In centro a Timoline era presente una fermata, mentre altre due fermate erano presenti agli incroci con le strade per Nigoline Bonomelli e Borgonato.

## Amministrazione
Podestà nominati dal governo (1928-1945)
| Periodo           | Periodo        | Primo cittadino                | Carica                  |
| ----------------- | -------------- | ------------------------------ | ----------------------- |
| 13 settembre 1928 | 10 giugno 1929 | Arturo Bersi                   | Podestà                 |
| 10 giugno 1929    | 15 giugno 1934 | Giovanni Locatelli             | Podestà                 |
| 15 giugno 1934    | 26 aprile 1945 | Nicola Barboglio De gaioncelli | Commissario prefettizio |

Sindaci nominati dal Comitato di Liberazione Nazionale
| Periodo        | Periodo       | Primo cittadino | Carica  |
| -------------- | ------------- | --------------- | ------- |
| 26 aprile 1945 | 2 aprile 1946 | Iginio Buffoli  | Sindaco |

Repubblica italiana
| Periodo           | Periodo           | Primo cittadino            | Partito           | Carica      | Note                                                                     |
| ----------------- | ----------------- | -------------------------- | ----------------- | ----------- | ------------------------------------------------------------------------ |
| 02 aprile 1946    | 02 marzo 1947     | Paolo Gatti                | DC                | Sindaco     | Dimissioni proprie                                                       |
| 02 marzo 1947     | 02 febbraio 1948  | Giulio Pizzini             | DC                | Sindaco     | [ 21 ]                                                                   |
| 08 febbraio 1948  | 09 dicembre 1959  | Paolo Gatti                | DC                | Sindaco     | Dimissioni proprie                                                       |
| 09 dicembre 1950  | 22 marzo 1953     | Vigilio Archetti           | DC                | Sindaco     | Dimissioni sindaco e caduta giunta                                       |
| 1 aprile 1953     | 10 giugno 1956    | Luigi Foresti              | DC                | Sindaco     | [ 21 ]                                                                   |
| 10 giugno 1956    | 19 novembre 1960  | Giovanni Battista Pezzotti | DC                | Sindaco     | [ 21 ]                                                                   |
| 19 novembre 1960  | 26 giugno 1961    | Luigi Nulli                | DC                | Sindaco     | deceduto in carica                                                       |
| 9 luglio 1961     | settembre 1963    | Pietro Nembrini            | DC                | Sindaco     | Dimissioni amministrazione comunale e quindi breve periodo commissariale |
| 28 novembre 1963  | 14 maggio 1978    | Lucio Amodeo               | DC                | Sindaco     | [ 21 ]                                                                   |
| 14 maggio 1978    | 7 giugno 1993     | Italo Renato Barbieri      | DC                | Sindaco     | [ 23 ]                                                                   |
| 7 giugno 1993     | 28 aprile 1997    | Giuseppe Pinelli           | Lista civica      | Sindaco     | [ 24 ]                                                                   |
| 28 aprile 1997    | 29 maggio 2006    | Pasquale Pelli             | Lega Nord         | Sindaco     | [ 25 ] [ 26 ]                                                            |
| 29 maggio 2006    | 16 maggio 2011    | Giuseppe Fogazzi           | Lista civica (FI) | Sindaco     | [ 27 ]                                                                   |
| 16 maggio 2011    | 6 giugno 2016     | Giuseppe Foresti           | Lista civica (PD) | Sindaco     | [ 28 ]                                                                   |
| 6 giugno 2016     | 12 novembre 2019  | Giampietro Ferrari         | Lega Nord         | Sindaco     | [ 29 ] [ 30 ]                                                            |
| 13 novembre 2019  | 22 settembre 2020 | Beaumont Bortone           |                   | Comm. pref. | [ 31 ]                                                                   |
| 22 settembre 2020 | in carica         | Anna Becchetti             | Lista civica (PD) | Sindaco     | [ 32 ]                                                                   |